# 李明富
李明富（1939年—），男，云南澄江人，中国中医内科学家，曾任成都中医学院教授、博士生导师。